# Circonscription d'Assosa Hoha/Hobeesha
La circonscription d'Assosa Hoha/Hobeesha est une des 9 circonscriptions législatives de l'État fédéré Benishangul-Gumaz, elle se situe dans la Zone Asosa. Sa représentante actuelle est Sofya Almamun Babekra.